# MAZ-543

El MAZ-543/MAZ-7310 "Uragan" (en ruso: МАЗ-543/МАЗ-7310 o en ruso: Ураган, "Huracán") es un vehículo de la URSS y del ejército ruso. Es un modelo de camión, con tracción en sus ocho ruedas (8x8), diseñado y desarrollado por la fábrica de automóviles MAZ, en su rama de camiones pesados, en su planta de Minsk, en Bielorrusia, para el transporte de artillería y sistemas de misiles.

## Historia
Diseñado en la década de 1960,  el MAZ-543 fue presentado el 7 de noviembre de 1965 en Moscú durante el Desfile Militar en la Plaza Roja portando una batería 9K72 (según la clasificación OTAN, un misil Scud).
En 1967 otra modificación MAZ-543A llegó (con capacidad de carga extra de hasta 22000 kg). En su base de varios vehículos civiles fueron creados, incluyendo el 9K58 Smerch, usado de lucha contra incendios en los aeropuertos, como vehículos antiaéreos (543) -160 (1973) o incluso, la variante KS-5571, de grúa. En 1974 en el Centro de Exposiciones de Rusia fue presentada la modificación del MAZ 543, el MAZ-7310.

## Modificaciones
- MAZ-543P - la capacidad del chasis básico de 19.600 kg. Bases para lanzadores 9P117 (9K72 complejo de misiles) y 9P120 (9K76 "Temp-S");
- МАЗ-543А ( 1967 ) — MAZ-543A (1967) - chasis con un aumento de hasta 22000 kg de capacidad de carga debido a reconstruir el compartimiento del motor. En su base creado una serie de máquinas especiales, incluyendo 9K58 "Whirlwind", el fuego aeródromo de lucha contra el vehículo de AA-60 (543) -160 (1973), vehículo de rescate de AA-70 (543) -172, una grúa especial KC-5571 ( mediados de 1970);
- МАЗ-543М (начало 1970 -х) — versión del chasis con la parte delantera del compartimiento sustancialmente Relinked (motor opcional, a la derecha de cabina desmontable, para aumentar el área de la tripulación de cabina de pasajeros, carga general). En el chasis se creó para alertar (MOBD) ataques de misiles, así como otros elementos de una variedad de sistemas militares;
- МАЗ-7310 ( 1974 ) un prototipo de camión con plataforma plana;
- МАЗ-73101 ( 1976 )La principal diferencia de MAZ-543A - ningún equipo especial.  MAZ-7310 puede funcionar con dos MAZ eje-8385, con la longitud del tren llegó a 20550 mm;
- МАЗ-7313 (chasis - MAZ-73131, enero de 1983) - reelaborado el diseño de chasis y un aumento de capacidad de 1 tonelada en el propio peso constante;
- МАЗ-73132 - Una versión abreviada del chasis.